# Böhl-Iggelheim (przystanek kolejowy)
Böhl-Iggelheim (niem: Bahnhof Böhl-Iggelheim) – przystanek kolejowy (dawna stacja) w Böhl-Iggelheim, w regionie Nadrenia-Palatynat, w Niemczech. Przystanek znajduje się w obszarze sieci Verkehrsverbundes Rhein-Neckar (VRN) i jest częścią strefy taryfowej 121.
Leży na linii kolejowej Mannheim – Saarbrücken. Został otwarty w dniu 11 czerwca 1847 roku jako stacja kolejowa, kiedy odcinek linii Ludwigsbahn Ludwigshafen-Neustadt an der Weinstraße przekazano do eksploatacji.
Obecnie jest to przystanek kolejowy. Od grudnia 2003 roku jest również częścią linii S1 i S2 S-Bahn Ren-Neckar. Dawny budynek stacji jest również obiektem zabytkowym.
Według klasyfikacji Deutsche Bahn, przystanek posiada kategorię 6.

## Linie kolejowe
- Mannheim – Saarbrücken